# سوله پاسارگاد
سوله پاسارگاد، واقع در نزدیکی پاسگاه نعمت‌آباد (حوالی تهران، ابتدای جاده ساوه) یکی از شکنجه‌گاه‌ها و بازداشتگاه‌های غیرقانونی حکومت ایران است. نام این بازداشتگاه پس از اعتراضات انتخابات ریاست جمهوری دهم مطرح شد. مهدی محمودیان، فعال حقوق بشر و روزنامه‌نگار، در مصاحبه‌ای با دویچه‌وله گفته که از زندانیانی شنیده‌است که در این سوله‌ها، آن‌ها را عریان نگهداری شده و در معرض تهدید به آزار جنسی قرار داشته‌اند.
این مکان پیش از این کارخانه اسلحه سازی متعلق به وزارت دفاع بوده‌است.